# Alfeastrild
Alfeastrild (Estrilda erythronotos) er en fugl, der lever i det sydlige og centrale Afrika. Den er 11,5 cm lang, og hunnen er mere brunlig end hannen.
Panden er gråhvid, mens nakke, ryg, halssider, strube og bryst er rødligt med tværstriber på bryst og ryg.
Tøjle og kinder er sorte. Vingerne er gråbrune med hvide tværstriber. Gump, overhaledækfjer og kropsider er rødlige. Bugmidte, underhaledækfjer og hale er sorte. Næb, ben og øje er også sort.
| Fugl | Spire Denne artikel om fugle er en spire som bør udbygges. Du er velkommen til at hjælpe Wikipedia ved at udvide den. |

- wikispecies:Estrilda erythronotos